# Praga 12
Praga 12 – dzielnica Pragi rozciągająca się na południe od centrum miasta, na wschód od Wełtawy. Składa się z mniejszych dzielnic: Cholupice, Kamýk, Komořany, Modřany, Točná, Libuš.
Obszar dzielnicy wynosi 23,33 km² i jest zamieszkiwany przez 54 876 mieszkańców (2008).